# Zapadnobaritski jezici
Zapadnobaritski jezici (zapadni barito jezici), jedna od tri osnovne podskupine baritskih jezika kojim govori nekoliko plemena na otoku Borneo u Indoneziji.
Skupina obuhvaća 7 jezika kojima govore plemena Bakumpai (bakumpai (jezik)|bakumpai) s rijeka Kapuas i Barito, 100.000 (2003); Ot Danum (dohoi), južno od Schwaner Range 25.000 (2003); kahayan na rijekama Kapuas i Kahayan; katingan na rijeci Katingan 45,000 (1981 Wurm and Hattori); pleme Kohin (kohin) u deset sela na rijeci Seruyan, 8.000 (2003); Ngadju ili Ngaju (ngaju) na rijekama Kapuas, Kahayan, Katingan i Mentaya. Ima tri dijalekta pulopetak, ba'amang (bara-bare, sampit), mantangai (oloh mangtangai); Pleme Siang (siang), 60.000 u distriktima Tanah Siang, Permata Intan, Laung Tuhup, Sumber Barito i Murung.

## Vanjske poveznice
- Ethnologue (14th)
- Ethnologue (15th)